# H1Z1
H1Z1 — массовая многопользовательская онлайн-игра, выпущенная Daybreak Game Company (бывшая Sony Online Entertainment) в январе 2015 года на игровой платформе Steam.
Игра имела два режима:
Первый — многопользовательский симулятор выживания в условиях зомби-апокалипсиса, наподобие DayZ.  Игроки вынуждены постоянно искать необходимые ресурсы - еду, оружие, боеприпасы, медикаменты. Геймплей игры основан на конкуренции между игроками за ресурсы, торговле и командном взаимодействии.
Второй — «Королевская битва». Игроки появляются на карте одновременно и должны сражаться друг с другом, пока в живых не останется только один. Зомби в этом режиме отсутствуют. Частичное участие в разработке этого режима принимал Брендан Грин, известный под псевдонимом «PlayerUnknown», также разработавший модификации к другим шутерам (в частности, ArmA 2), добавляющие подобный режим, а впоследствии прославившийся, как главный геймдизайнер игры PlayerUnknown's Battlegrounds.
Игра создана на движке Forgelight, который обеспечивает смену времени суток, и погодных явлений. На Forgelight уже вышла игра PlanetSide 2, анонсированы игры EverQuest Next и Landmark.

## Разделение проекта
17 февраля 2016 года проект разделился на две части. Игра, продолжающая развитие режима выживания, получила название H1Z1: Just Survive, а под названием H1Z1: King of the Kill стала разрабатываться игра в жанре «Королевская битва». В августе 2017 в названии H1Z1:Just Survive упоминание H1Z1 было отброшено, и игра стала называться просто Just Survive, а в октябре 2017 года упростили и название King of the Kill — теперь это просто H1Z1.
Обе игры распространяются посредством игровой платформы Steam. Персонаж в Just Survive привязан к определённому серверу.
В среду, 24 октября 2018 года все игровые сервера Just Survive закрываются навсегда.

## История мира H1Z1
Действие происходит на территории США. События в мире игры разворачиваются через 15 лет после глобальной катастрофы, случившейся из-за вируса, превращающего людей в зомби. Вирус начал своё распространение с острова Poveglia, находящегося недалеко от города Венеция в Италии, где компания Kurama Pharmaceuticals разрабатывала перспективный препарат в борьбе с некоторыми серьёзными заболеваниями, в процессе этой работы был создан вирус, приведший к массовому превращению людей в зомби.